# Leonel López
Leonel Gustavo López (Villa Gobernador Gálvez, Santa Fe, Argentina; 29 de julio de 1991) es un  futbolista argentino que juega como delantero en Sansinena, equipo que milita en el Torneo Federal A.

## Clubes
| Club            | País      | Año         |
| --------------- | --------- | ----------- |
| Coronel Aguirre | Argentina | 2009 - 2011 |
| Montes de Oca   | Argentina | 2011 - 2012 |
| Atlético Chabás | Argentina | 2012        |
| Curicó Unido    | Chile     | 2013        |
| Almafuerte      | Argentina | 2013 - 2014 |
| Curicó Unido    | Chile     | 2014        |
| Lota Schwager   | Chile     | 2015        |
| Malleco Unido   | Chile     | 2015 - 2016 |
| Coronel Aguirre | Argentina | 2017 - 2018 |
| Atlético Pujato | Argentina | 2018 - 2019 |
| Sansinena       | Argentina | 2019 -      |